# Lyudmila Alexeyeva
Lyudmila Mikhaylovna Alexeyeva (em russo:  Людми́ла Миха́йловна Алексе́ева, IPA: [lʲʊˈdmʲilə ɐlʲɪˈksʲeɪvə]), (20 de julho de 1927 – 8 de dezembro de 2018) foi uma historiadora russa, proeminente activista de direitos humanos, membro fundador do Grupo de Helsínquia de Moscovo, e uma das últimas dissidentes soviéticas ainda ativas na Rússia moderna.

## Biografia

### Período soviético
Em abril de 1968, Alexeyeva foi expulsa do Partido Comunista e demitida do seu trabalho na editora. No entanto, continuou as suas atividades em defesa dos direitos humanos. Entre 1968 e 1972 trabalhou clandestinamente, como dactilógrafa, para o primeiro boletim clandestino The Chronicle of Current Events dedicado a violações de direitos humanos na União Soviética (URSS).
Em fevereiro de 1977 Alexeyeva foi forçada a emigrar da URSS, estabelecendo-se com a sua família nos Estados Unidos, onde continuou as suas atividades de direitos humanos como representante estrangeira do Grupo de Helsínquia de Moscovo. Tornou-se cidadã dos EUA em 1982. Escreveu regularmente sobre o movimento dissidente soviético para publicações em idioma inglês e russo nos Estados Unidos e em outros países. Em 1985, publicou a primeiro monografia abrangente sobre a história do movimento, Soviet Dissent (Wesleyan University Press). Além disso, após se mudar para os Estados Unidos, Alexeyeva foi radiojornalista freelancer para a Radio Free Europe, e para secção de língua russa da Voz da América. Em 1990 publicou The Thaw Generation, uma autobiografia que descreveu a formação do movimento dissidente soviético, em co-autoria com Paul Goldberg.

### Regresso à Rússia
Em 1989 voltou a juntar-se ao Moscow Helsinki Group, que havia recomeçado após a sua dissolução em 1981. Em 1993, após a dissolução da União Soviética, regressou à Rússia, tornando-se uma das dirigentes do Moscow Helsinki Group em 1996. Em 2000, Alexeyeva juntou-se a uma comissão formada para aconselhar o Presidente Vladimir Putin sobre assuntos de direitos humanos, despoletando críticas de outros ativistas de direitos humanos.
Alexeyeva criticou o Kremlin sobre direitos humanos, acusando o governo de numerosas violações, incluindo a proibição regular de reuniões e manifestações não violentas, e o incentivo de extremistas com as suas políticas nacionalistas, tais como as deportações em massa de georgianos em 2006, e as rusgas policiais contra estrangeiros que trabalham em mercados de rua. Também criticou a conduta dos polícias na Inguchétia tendo advertido que a crescente violência na República pode se espalhar para toda a Federação Russa. Em 2006 foi acusada pelas autoridades russas de envolvimento com os serviços secretos britânicos, recebendo ameaças de grupos nacionalistas.

### Estratégia-31

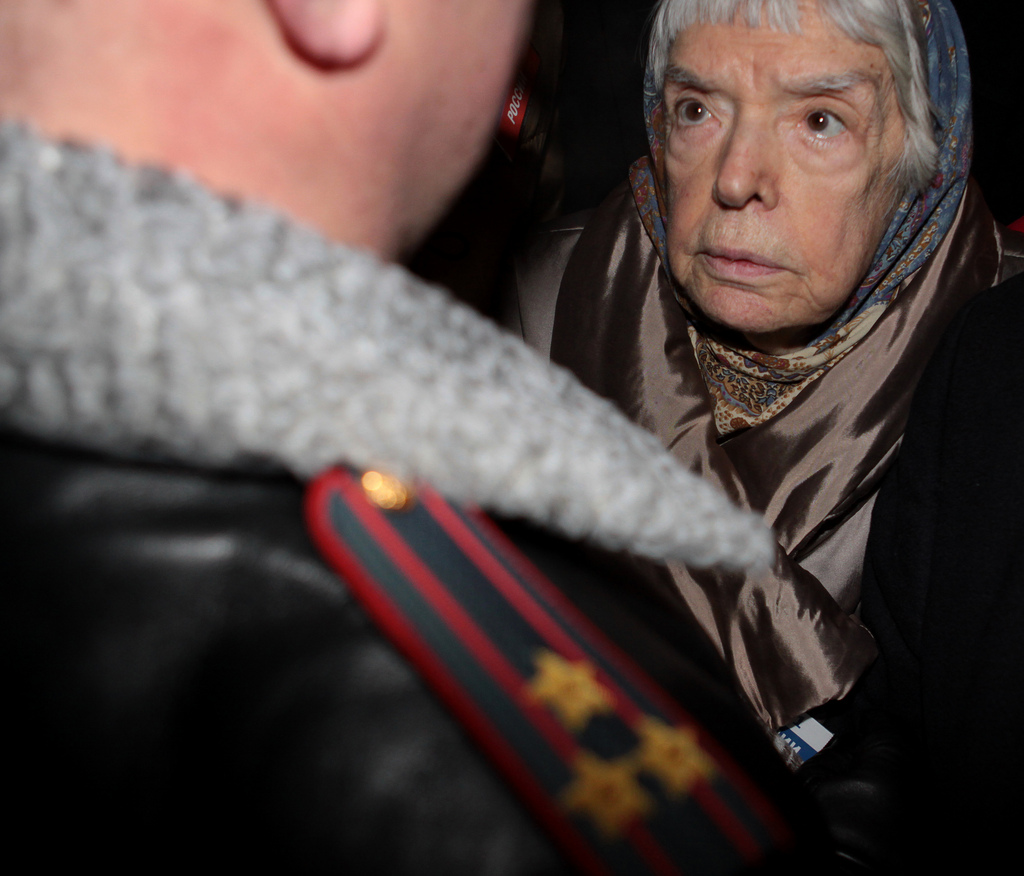
Alexeyeva no protesto Estratégia-31 em 2010

A partir de 31 de agosto de 2009, Alexeyeva foi uma participante ativa na Estratégia-31 – as reuniões regulares de protesto de cidadãos na Praça Triumphalnaya em Moscovo, em defesa do Artigo 31 (Sobre a Liberdade de Ajuntamento) da Constituição Russa. Após 31 de outubro de 2009 foi uma das organizadoras regulares dessas reuniões. A 31 de dezembro de 2009, durante uma dessas tentativas de protesto, Alexeyeva foi detida pela polícia anti-motim (OMON) e levada juntamente com muitos outros para uma esquadra de polícia, provocando uma forte reação na Rússia e no resto do mundo. Jerzy Buzek, Presidente do Parlamento Europeu, disse estar “profundamente desapontado e chocado” pelo tratamento dado pela polícia a Alexeyeva e aos outros manifestantes. O Conselho de Defesa Nacional dos Estados Unidos manifestou “consternação” com as detenções. O The New York Times publicou um artigo de primeira página sobre a manifestação de protesto (“Tested by Many Foes, Passion of a Russian Dissident Endures”).

### Agressão
A 30 de março de 2010, Lyudmila foi agredida ao vivo na televisão na Estação de metro Park Kultury por um homem, enquanto prestava homenagem às vítimas do como ela estava pagando respeito às vítimas dos Atentados terroristas no Metropolitano de Moscovo de 2010. No acampamento de jovens do lago Seliger, o movimento de juventude Nashi rotulou-a de "nazi" e uma das piores inimigas da Rússia.

### Morte
Lyudmila morreu a 8 de Dezembro de 2018, aos 91 anos, num hospital de Moscovo.

## Prémios e distinções
Alexeyeva recebeu os seguintes prémios e distinções pelas suas actividades em prol dos direitos humanos:
- 2004 — Prémio Olof Palme[3]
- 2005 — Prémio Personalidade do Ano da Federação das Comunidades Judaicas da Rússia[23]
- 2007 — Ordem Nacional da Legião de Honra
- 2008 — Ordem do Grão-Duque da Lituânia Gediminas (Lietuvos Didžiojo Kunigaikščio Gedimino ordinas)
- 2009 — A Ordem do Mérito da República Federal da Alemanha (Großes Verdienstkreuz der Bundesrepublik Deutschland)
- 2009 — Prémio Sakharov para a Liberdade de Pensamento[24][3]
- 2012 — Ordem da Cruz da Terra Mariana, 3ª classe[25]
- 2015 — Prémio Václav Havel de Direitos Humanos[26][3]
- 2017 — Prémio Estatal da Federação Russa.[27]